# Santa Maria delle Grazie-torony
Santa Maria delle Grazie-torony (máltaiul: Torri ta' Santa Marija tal-Grazzja), más néven Delle Grazie torony (máltaiul: Torri tal-Grazzja) őrtorony volt Xgħajra területén, Málta déli részén. 1620-ban épült a hatodik és egyben utolsó Wignacourt-toronyként.
Az épület alakjáról és megjelenéséről pontos információ nem maradt fenn, de az igen, hogy építésének költsége 4948 scudi volt, ami a korábbi tornyokhoz képest alacsonynak számított. Stephen C. Spiteri máltai történész, ebből arra a következtetésre jutott, hogy ez lehetett a legkisebb Wignacourt-torony. Egy nyomtatott vázlatrajzon látható, hogy formailag követte a többi, Alof de Wignacourt máltai nagymester uralma alatt épült tengerparti tornyot − négyszögletes alappal rendelkezett, a sarkain négy kis bástya volt, és a szárazföld felőli oldalról lépcsőn lehetett megközelíteni. 
Az alapkőletételre 1620 áprilisában került sor, a szertartást Salvatore Ciantar közjegyző részletes leírásában rögzítette. Legkésőbb 1888-ban brit csapatok eltávolították a torony utolsó maradványait is, hogy megtisztítsák a Delle Grazie-erőd tűzvonalát.

## Fordítás
Ez a szócikk részben vagy egészben  a    Santa Maria delle Grazie Tower című német Wikipédia-szócikk ezen változatának fordításán alapul.  Az eredeti cikk szerkesztőit annak laptörténete sorolja fel. Ez a jelzés csupán a megfogalmazás eredetét és a szerzői jogokat jelzi, nem szolgál a cikkben szereplő információk forrásmegjelöléseként.